# Nederländerna i olympiska vinterspelen 1992
Nederländerna deltog med 19 deltagare vid de olympiska vinterspelen 1992 i Albertville. Totalt vann de en guldmedalj, en silvermedalj och två bronsmedaljer.

## Medaljer

### Guld
- Bart Veldkamp - Skridskor, 10 000 meter.

### Silver
- Falko Zandstra - Skridskor, 5 000 meter.

### Brons
- Leo Visser - Skridskor, 5 000 meter.
- Leo Visser - Skridskor, 1 500 meter.